# مصطفی (ساعتلی)
مصطفی (به ترکی آذربایجانی: Mustafa) یک منطقه مسکونی در جمهوری آذربایجان است که در شهرستان ساعتلی واقع شده‌است.
گمان می‌رود که این روستا دستخوش تغییر نام شده باشد یا دیگر وجود نداشته باشد، زیرا هیچ وب سایت آذربایجانی از این نام استفاده نمی‌کند.